# Lord Nelson (Schiff)
Die Lord Nelson, auch HMS Lord Nelson, war ein Schlachtschiff (Einheitslinienschiff) der gleichnamigen Klasse der britischen Marine, das zwischen 1908 und 1919 in Dienst stand.

## Geschichte
Die Lord Nelson, benannt nach Admiral Nelson, wurde am 18. Mai 1905 bei der Palmers Shipbuilding and Iron Company in Jarrow auf Kiel gelegt, am 4. September 1906 vom Stapel gelassen und im Oktober 1908 für 1.651.339 Pfund fertiggestellt. Ihr Bau hatte sich verzögert, weil die für sie vorgesehenen 305-mm-Geschütze für die beschleunigte Fertigstellung der Dreadnought benötigt wurden. Am 1. Dezember 1908 wurde das Schiff in Chatham mit einer Rumpfbesatzung in Dienst gestellt. Am 5. Januar 1909 erhielt das Schiff eine komplette Mannschaft und wurde der Home Fleet zugeteilt, wo sie die Magnificent als Flaggschiff der Nore Division an den Häfen der Themsemündung ablöste. Im September 1913 wurde sie zeitweilig zum 4. Schlachtgeschwader abkommandiert.

### Erster Weltkrieg
Am 7. August 1914 wurde sie zum Flaggschiff des Vizeadmirals der Kanal-Flotte vor der Isle of Portland, die zur Verteidigung des Ärmelkanals und zum Schutz der British Expeditionary Forces bei der Passage nach Frankreich gegründet worden war. Im November 1914 dampfte sie nach Sheerness, um die englische Küste vor einer möglichen deutschen Invasion zu schützen. Am 30. Dezember kehrte sie nach Portland zurück und wurde bis Februar 1915 zur Verteidigung der südlichen Häfen Englands und für Patrouillen im Ärmelkanal eingesetzt.

#### Dardanellen
Im Februar wurde die Lord Nelson ins Mittelmeer zu den Dardanellen abkommandiert. Sie verließ Portland am 18. Februar und schloss sich den britischen Einheiten am 26. Februar in Moudros an.
Sie beteiligte sich an der Bombardierung der inneren Befestigungen und anfänglichen Landungsversuchen. Dabei wurde sie am 7. März mehrmals getroffen, wodurch sie Schäden an den Aufbauten und Masten erhielt. Außerdem wurde sie unterhalb der Wasserlinie getroffen, wodurch zwei Kohlebunker geflutet wurden. Nachdem das Schiff in Malta überholt wurde, beteiligte es sich am Hauptangriff am 18. März. Dabei kam es zu einem kurzen Gefecht mit der Yavûz Sultân Selîm vor Kape Helles. Kurz vor Beginn der zweiten Schlacht von Krithia im Mai bombardierte sie die türkische Feldartillerie. Sie wurde Flaggschiff des Vizeadmirals des britischen Dardanellengeschwaders, nachdem die Queen Elizabeth am 12. Mai in die Heimat zurückkehrte. Am 20. Juni bombardierte sie Docks und Schiffsverladungen in Gallipoli und ab November leitete Kriegsminister Lord Kitchener den weiteren Verlauf der Schlacht von Bord des Schiffes aus.

### Mittelmeer
Nach dem Ende des Dardanellenfeldzugs im Januar 1916 wurden die britischen Seestreitkräfte in diesem Gebiet neu organisiert, und die Lord Nelson wurde Teil des östlichen Mittelmeergeschwaders, das im August 1917 in „Ägäis-Geschwader“ umbenannt wurde. Unter beiden Bezeichnungen hatte das Geschwader die Aufgabe, die von den Alliierten gehaltenen Inseln zu schützen, die britische Armee in Thessaloniki zu unterstützen und jeden Ausbruchsversuch der Yavûz Sultân Selîm und des Kleinen Kreuzers Midilli aus den Dardanellen zu verhindern. Den Rest des Krieges verbrachte die Lord Nelson zwischen Moudros und Thessaloniki, wobei sie sich mit ihrer Schwester, der Agamemnon, die sich hauptsächlich in Thessaloniki befand, abwechselte.
Die wichtigste Aufgabe, die beiden Schiffen übertragen wurde, war die Bewachung des östlichen Mittelmeers gegen einen Ausbruchsversuch der Yavûz Sultân Selîm. Als diese gemeinsam mit der Midilli am 20. Januar 1918 einen Fluchtversuch unternahmen, beförderte die Lord Nelson als Admiralsschiff des Geschwaderkommandanten Konteradmiral Arthur Hayes-Sadler diesen gerade zu einer Konferenz nach Thessaloniki, während die Agamemnon in Moudros ihre Maschinen nicht rechtzeitig unter Dampf setzen konnte, so dass keines der beiden Schiffe an der Seeschlacht von Imbros (türk. Imroz, alter Name für das heutige Gökçeada) am 20. Januar 1918 teilnehmen konnte. Nachdem beide türkischen Schiffe auf Minen aufgelaufen waren und die Midilli gesunken war, kehrte die Yavûz Sultân Selîm in die Dardanellen zurück, noch bevor eines der beiden britischen Schiffe Kontakt mit ihr aufgenommen hatte.

### Nachkriegszeit
Im April 1919 beförderte sie Großfürst Nikolai Nikolajewitsch und Peter Nikolajewitsch vom Schwarzen Meer nach Genua. Im Mai 1919 kehrte sie in die Heimat zurück und wurde anschließend der Reserve zugeteilt. Am 4. Juni 1920 wurde die Lord Nelson an die Stanlee Shipbreaking Co. in Dover zum Abwracken verkauft. Von dort wurde sie im Januar 1922 nach Deutschland geschleppt, um endgültig abgewrackt zu werden.

## Konstruktion

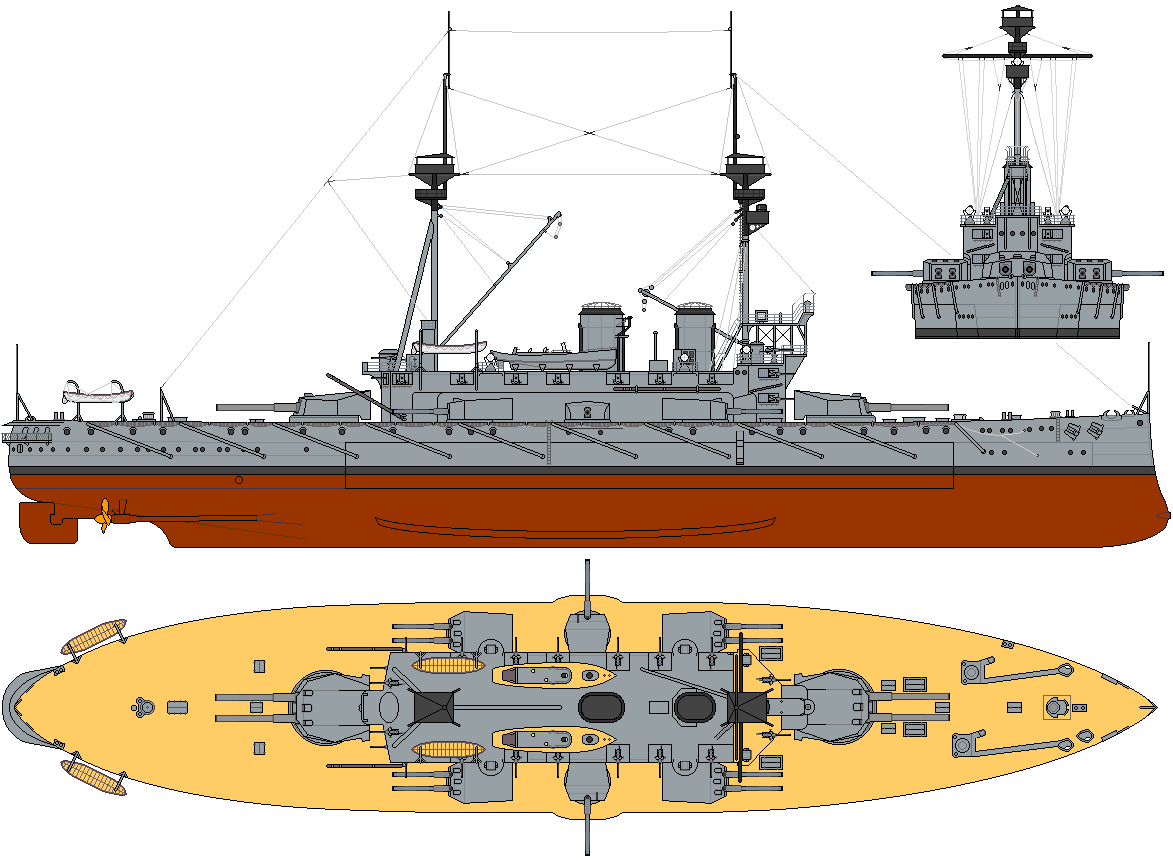
Profilzeichnung

Die Lord Nelson hatte eine Gesamtlänge von 135,20 m, eine Breite von 24,20 m und einen Tiefgang von 9,10 m. Die Verdrängung lag zwischen 15.604 t (metrische Tonnen leer) und 18.106 t. Das Schiff hatte eine metazentrische Höhe (Höhe des Metazentrums über dem Massenschwerpunkt) von 1,60 m. Sie erwies sich als sehr hochseetauglich und stellte eine stabile Geschützplattform mit ausgezeichneten Manövriereigenschaften dar. Ihre Besatzung bestand in Friedenszeiten aus 749 bis 756 Offizieren und Mannschaft, während des Krieges waren es durchschnittlich 800 Mann.

### Antrieb
Das Schiff war mit zwei 4-Zyl.-Dreifachexpansionsmaschinen ausgestattet, die jeweils eine Welle antrieben. Mit insgesamt 16.750 Shp (12.490 kW) erreichte das Schiff eine Höchstgeschwindigkeit von 18 Knoten (33 km/h). Der Dampf wurde von fünfzehn Babcock & Wilcox Wasserrohrkesseln mit einem Arbeitsdruck von 275 psi (1 pound-force per square inch = ca. 0,069 bar, also ca. 19 bar) geliefert. Die Agamemnon war zusätzlich mit Ölzusatzfeuerung ausgerüstet, um die Verbrennungsrate der Kohle zu erhöhen. Das Schiff konnte maximal 2.228 t Kohle und 1.107 t Öl mitführen, was ihm bei einer Reisegeschwindigkeit von 10 Knoten (19 km/h) eine Reichweite von 9.180 Seemeilen (17.000 km) ermöglichte.

### Bewaffnung
Die Hauptbewaffnung bestand aus vier 305-mm-Kanonen in zwei Zwillingsgeschütztürmen, je einem vor und hinter den Aufbauten.
Die 304-mm-Geschütze waren auf Mk-BVIII-Lafetten mit einem Seitenrichtbereich von −150 bis +150 Grad montiert. Die Kanonen selbst wogen 58 t und hatten bei einem maximalen Höhenrichtbereich von +13,5° und einer Mündungsgeschwindigkeit von 837 m/s eine Reichweite von 15.042 m. Sie verschossen 172 kg schwere Granaten mit einer Kadenz von ca. vier Schuss pro Minute. Die für damalige Verhältnisse sehr starke Sekundärbewaffnung bestand aus zehn 234-mm-Geschützen in vier Zwillingsgeschütztürmen an den Ecken der Aufbauten und zwei Einzelgeschütztürmen mittschiffs. Sie waren auf Mk VII-Lafetten mit einem Seitenrichtbereich von −80 bis +80 Grad montiert. Die Kanonen selbst wogen 28 t und hatten bei einem maximalen Höhenrichtbereich von +15° und einer Mündungsgeschwindigkeit von 876 m/s eine Reichweite von 14.800 m. Sie verschossen 172 kg schwere Granaten mit einer Kadenz von ca. 3–5 Schuss pro Minute. Zur Abwehr von Torpedobooten trug das Schiff vierundzwanzig 76-mm-12-Pfünder-Schnellfeuergeschütze in Einzellafetten in den Aufbauten, die mit ihrer Mündungsgeschwindigkeit von 810 m/s und einem Höhenrichtbereich von +20° eine Reichweite von 8.500 m besaßen. Des Weiteren war das Schiff mit zehn 47-mm-3-Pfünder-Hotchkiss-Kanonen ausgestattet, von denen sich zwei in den Aufbauten und die anderen auf den Turmdächern befanden. Außerdem hatte das Schiff fünf 457-mm-Unterwasser-Torpedorohre, zwei auf jeder Breitseite und eines im Heck.

### Panzerung
Die Lord Nelson hatte einen Panzergürtel aus Krupp-Zementstahl. Er erstreckte sich über die gesamte Länge des Schiffes. Mittschiffs von der Rückseite der vorderen bis zur hinteren Barbette war er 305 mm dick und verjüngte sich nach vorn auf 152 mm und achtern auf 101 mm. Die 203 mm starken Querschotten erstreckten sich schräg nach innen von den vorderen und hinteren Enden der Seitenpanzerung mittschiffs bis zu den Außenflächen der Barbetten. Die vordere Barbette hatte über dem Hauptdeck eine Dicke von 304 mm und darunter von 101 mm. Die Innenseiten waren über dem Oberdeck 304 mm und darunter 76 mm dick.
Die Panzerung der Hauptgeschütztürme betrug vorn und seitlich 305 mm und auf der Rückseite 330 mm. Ihre Dächer wurden durch 76 bis 101 mm-Platten geschützt. Die Stirnseiten der 23,4-cm-Geschütztürme waren mit einer 203-mm-Panzerung versehen, die Seitenwände waren 178 mm dick und die Dächer 50 mm. Die Türme standen auf 152,40 mm dicken Panzersockeln und ihre Munitionsaufzüge waren durch 50 mm dicke Panzerrohre geschützt. Das Schiff hatte drei gepanzerte Decks mit einer Stärke von 25–102 mm. Der vordere Kommandoturm war rundum durch eine 305-mm-Panzerung geschützt und hatte ein 76 mm starkes Dach. Der hintere Kommandoturm war rundum mit 76-mm-Panzerplatten versehen. Die Lord Nelson war mit wasserdichten Schotten für alle Hauptabteilungen ausgestattet, zu denen man mit Hilfe von Aufzügen Zugang erhielt.

### Modifikationen
Zwischen 1909 und 1915 gab es mehrere Änderungen an der Lord Nelson. 1909 wurde ein Entfernungsmesser an den Seiten des Steuerstands sowie an den Ausgucken der Masten angebracht und die Anzahl der 3-Pfünder-Geschütze wurden auf zwei reduziert. 1910 wurden die Suchscheinwerfer vom Fockmast entfernt und auf der Flybridge montiert. 1912 wurden diese Suchscheinwerfer wieder entfernt. 1913 wurde ein kleiner Entfernungsmesser auf der Brücke angebracht; alle verbleibenden 3-Pfünder wurden entfernt. Von 1914 bis 1915 wurden die Entfernungsmesser vom Fockmast und der Brücke wieder entfernt. Zwei 12-Pfünder-Geschütze wurden von den hinteren Aufbauten entfernt und durch zwei Flugabwehrkanonen ersetzt, eine am hinteren Ende des Achterdecks und auf dem Vorschiff vor dem vorderen Turm.